# 実厳
実厳（じつごん、至徳3年（1386年）- 享徳4年閏4月1日（1455年5月17日））は、室町時代の禅宗の僧侶。父は右大臣九条教嗣。長男は興福寺大乗院門跡次期後継者尋実。次男は東大寺別当珍覚。

## 生涯
九条教嗣の長男として至徳3年（1386年）に生まれるが、後に出家して禅僧となっている。加賀国小坂庄に住していた。妻は比丘尼でその間に尋実が生まれている。
享徳4年（1455年）閏4月1日に死去。